# NGC 6515
NGC 6515 је елиптична галаксија у сазвежђу Змај која се налази на NGC листи објеката дубоког неба.
Деклинација објекта је + 50° 43' 39" а ректасцензија 17h 57m 25,3s. Привидна величина (магнитуда) објекта NGC 6515 износи 13,0 а фотографска магнитуда 14,0. NGC 6515 је још познат и под ознакама UGC 11071, MCG 8-33-3, CGCG 254-4, PGC 61167.